# تارجي اولسن (لاعب كرة قدم)
تارجي اولسن (22 ديسمبر 1970 بالنرويج - ) هو لاعب كرة قدم نرويجي في مركز الوسط. شارك مع Norway national under-15 association football team ‏ ومنتخب النرويج تحت 16 سنة لكرة القدم ومنتخب النرويج تحت 18 سنة لكرة القدم ومنتخب النرويج تحت 19 سنة لكرة القدم ومنتخب النرويج تحت 20 سنة لكرة القدم ومنتخب النرويج تحت 21 سنة لكرة القدم. أما مع النوادي، فقد لعب مع باير 04 ليفركوزن وElverum Fotball ‏.

## وصلات خارجية
- تارجي اولسن (لاعب كرة قدم) على موقع الاتحاد الدولي (مؤرشف)  (الإنجليزية)
- تارجي اولسن (لاعب كرة قدم) على موقع اتحاد النرويج (النرويجية)
- تارجي اولسن (لاعب كرة قدم) على موقع قاعدة بيانات كرة القدم.إي يو (الإنجليزية)
- تارجي اولسن (لاعب كرة قدم) على موقع بيانات كرة القدم. دي إي (الألمانية)
- تارجي اولسن (لاعب كرة قدم) على موقع عالم كرة القدم.نت (الإنجليزية)